# Sophie Guerrive
Sophie Guerrive est une autrice française de bandes dessinées, née en 1983.

## Biographie
Diplômée des Arts Décoratifs de Strasbourg et de l'université d'Aix-en-Provence, Sophie Guerrive monte provisoirement une galerie d'illustration à Marseille et commence à publier en 2007, chez Warum, puis aux éditions Ion et Delcourt.
En 2016, elle publie Capitaine Mulet, long récit d'aventures médiévales, aux Editions 2024, puis Tulipe, recueil d'histoires courtes, dont les personnages animaliers méditent sur le sens de leur existence.
Elle a passé quelques années en résidence à la Maison des Auteurs à Angoulême et vit actuellement à Marseille.
Lors du Festival d'Angoulême 2021, elle reçoit le prix jeunesse 8-12 ans pour son album Le Club des amis. Cet ouvrage met en scène les personnages de Tulipe au cours de leurs jeunes années.
En juillet 2021, elle est annoncée pour reprendre la série Spirou et Fantasio comme co-scénariste avec Benjamin Abitan, aux côtés de Olivier Schwartz au dessin.

## Œuvres

### Expositions
- Honneur et profit[9], galerie Art Image, Festival d'Angoulême 2017